# Marvin szobája
A Marvin szobája (eredeti cím: Marvin's Room) 1996-os amerikai filmdráma, amelyet Jerry Zaks rendezett. A forgatókönyvet John Guare írta az 1992-ben elhunyt Scott McPherson azonos című színdarabja alapján. McPherson már halála előtt elkészítette a filmváltozat forgatókönyvét; Guare-t azonban megbízták, hogy dolgozza át azt, amikor a filmet végül évekkel később elkezdték leforgatni.
A főszerepben Meryl Streep, Leonardo DiCaprio, Diane Keaton, Robert De Niro, Hume Cronyn, Gwen Verdon, Hal Scardino és Dan Hedaya látható. A film eredeti zenéjét Rachel Portman szerezte. Carly Simon írta és adta elő a "Two Little Sisters" című főcímdalt, Meryl Streep pedig háttérvokált szolgáltatott hozzá.

## Cselekmény
Marvin (Hume Cronyn), egy 20 évvel ezelőtt agyvérzést kapott férfi, aki mozgásképtelen és ágyhoz van kötve. Lánya, Bessie (Diane Keaton) gondozza floridai otthonukban, másik lánya, Lee (Meryl Streep) pedig teljesen figyelmen kívül hagyja, mivel 20 évvel ezelőtt férjével együtt Ohioba költözött, és soha nem vette fel a kapcsolatot családjával.
Bessie megtudja orvosától, hogy leukémiás és csontvelő-átültetésre van szüksége, ezért a nővéréhez fordul segítségért. Lee viszont a fiához, Hankhez (Leonardo DiCaprio) fordul, akit az anyja házának felgyújtása miatt elmegyógyintézetben kezelnek, ahol folyamatosan nyugtatózzák.
Ennek ellenére mindketten elutaznak Bessie-hez. Amikor Lee rájön, hogy esetleg át kellene vennie apja gondozását, elkezd körülnézni az idősek otthonában. Végül az elhidegült család egyre közelebb kerül egymáshoz. Ahogy Bessie állapota egyre rosszabbnak tűnik, Lee beletörődik, hogy most már rajta a sor, hogy gondoskodjon a családjáról.

## Szereplők
| Karakter                    | Színész           | Magyar hang     |
| --------------------------- | ----------------- | --------------- |
| Lee Lacker                  | Meryl Streep      | Ráckevei Anna   |
| Hank                        | Leonardo DiCaprio | Hevér Gábor     |
| Bessie Greenfield           | Diane Keaton      | Kovács Nóra     |
| Dr. Wally                   | Robert De Niro    | Végvári Tamás   |
| Marvin                      | Hume Cronyn       | Komlós András   |
| Ruth                        | Gwen Verdon       | Győri Ilona     |
| Charlie                     | Hal Scardino      | Szvetlov Balázs |
| Bob                         | Dan Hedaya        |                 |
| Dr. Charlotte               | Margo Martindale  | Kocsis Mariann  |
| Idősek otthona igazgatónője | Cynthia Nixon     | Kiss Virág      |
| Coral                       | Kelly Ripa        |                 |
| Lance                       | John Callahan     |                 |
| Szépségszalonos nő          | Olga Merediz      |                 |
| Bruno                       | Joe Lisi          | Megyeri János   |
| Benzinkutas                 | Steve DuMouchel   |                 |
| Janine                      | Bitty Schram      |                 |
| Novice                      | Lizbeth MacKay    |                 |
| Apáca a telefonnál          | Helen Stenborg    |                 |
| Apáca                       | Sally Parrish     |                 |

## Fogadtatás
A film 50 kritika alapján 84%-os eredményt szerzett Rotten Tomatoes véleménygyűjtő oldalon, 6,7/10 átlagértékeléssel. A weboldal kritikai konszenzusa szerint „A Marvin szobája kiemelkedik a diszfunkcionális családi drámák sorából, köszönhetően a kifogástalan szereposztásnak, amelyben Meryl Streep, Diane Keaton és Leonardo DiCaprio is szerepel”. A Metacritic 20 kritikai vélemény alapján 100-ból 68 pontot adott a filmnek, ami „általánosságban kedvező kritikákat” jelent.

## Fordítás
- Ez a szócikk részben vagy egészben  a   Marvin's Room (film) című angol Wikipédia-szócikk fordításán alapul.  Az eredeti cikk szerkesztőit annak laptörténete sorolja fel. Ez a jelzés csupán a megfogalmazás eredetét és a szerzői jogokat jelzi, nem szolgál a cikkben szereplő információk forrásmegjelöléseként.